# Eutima commensalis
Eutima commensalis is een hydroïdpoliep uit de familie Eirenidae. De poliep komt uit het geslacht Eutima. Eutima commensalis werd in 1970 voor het eerst wetenschappelijk beschreven door Santhakumari. 